# تقارير كريستال
تقارير الكريستال هي تطبيق عبقري للعمل مستخدم لتصميم وتوليد تقرير من طائفة واسعة من مصادر البيانات.العديد من التطبيقات الأخرى، مثل مايكروسوفت فيجوال ستوديو، صنعت حزمة من إصدار أصلي لتقارير الكريستال بوصفها أداة للإبلاغ ذات أغراض عامة. تقارير الكريستال أصبحت المعيار الواقعي لكاتب التقرير عندما أطلقته مايكروسوفت مع فيجوال بيسك. [بحاجة لمصدر]

## التاريخ
المنتج أنشئ أصلا من قبل شركة كريستال سيرفيسيز كتقارير سريعة : عندما لم يتمكنوا من العثور على كاتب تقارير تجارية مناسبة لبرامج المحاسبة. بعد إنتاج الإصدارات من 1.0 إلى 3.0، فقد اشتريت الشركة في عام 1994 من قبل سيجيت تكنولوجي. شركة كريستال سيرفيسيز أعادت تسمية نفسها لبرمجيات سيجيت ،و في وقت لاحق، كريستال ديسيجنز، ، وأنتجت الإصدارات من 4.0 إلى 9.0. كريستال ديسجنز تم اقتناؤها في ديسمبر كانون الأول 2003 من قبل بيزنس أوبجكتز، التي أصدرت حتى الآن الإصدارات 10 و 11 (الحادي عشر) والإصدار الحالي 12 (2008). بيزنس أوبجكتز التي اشترتها شركة SAP في 8 أكتوبر، 2007.

## المميزات

### مصمم تقرير
تقارير الكريستال تتيح للمستخدمين تصميم اتصالات البيانات وتخطيط التقرير بيانيا. في خبير قواعد البيانات، يمكن للمستخدمين تحديد وربط جداول من مجموعة واسعة من مصادر البيانات، بما في ذلك جداول اكسل مايكروسوفت، قواعد البيانات أوراكل ، جداول بيزنس أوبجكتس، ومعلومات نظام الملفات المحلي. الحقول من هذه الجداول يمكن وضعها على سطح تصميم التقرير، ويمكن أن تستخدم أيضا في صيغ المخصصة، وذلك باستخدام إما بيسك أو لغة كريستال نفسها، والتي يتم وضعها على سطح التصميم.
كلا من الحقول والصيغ لديها مجموعة واسعة من خيارات التنسيق المتاحة، التي يمكن تطبيقها بشكل مطلق أو مشروط. البيانات يمكن تقسيمها إلى شرائح، كل واحدة منها يمكن أن يكون لها مزيد من الانقسام وقمعها مشروط حسب الحاجة. تقارير الكريستال أيضا تدعم التقارير الفرعية، الرسوم البيانية، وكمية محدودة من وظائف نظم المعلومات الجغرافية.